# 富士街道
富士街道（ふじかいどう）とは、東京都練馬区から西東京市に至る道路の通称である。

## 構成路線
- 東京都道8号千代田練馬田無線
谷原交差点 - 東京都道4号東京所沢線交点（西東京市田無町一丁目、交差点名なし）

なお公的に設定されたものではないが、東京都道311号環状八号線（環八）の北町若木トンネル（旧川越街道との交差部を起点に、「下練馬の大山道道標」あり）から都営大江戸線・練馬春日町駅付近、および東京都道441号池袋谷原線の練馬春日町駅付近から谷原交差点までが富士山が見える叉路に因み以前から歴史に定着した名称の「富士街道」と呼ばれている（後述）。

### 沿革
- 1962年（昭和37年）4月25日 - 現在の富士街道を含む東京都道8号線の全線に目白通りの通称が設定される[1]
- 1984年（昭和59年）5月1日 - 通称道路の改定が行われ、谷原交差点から西武柳沢駅付近までが富士街道と設定される。なお目白通りは谷原交差点から関越自動車道起点まで延長された。[2]

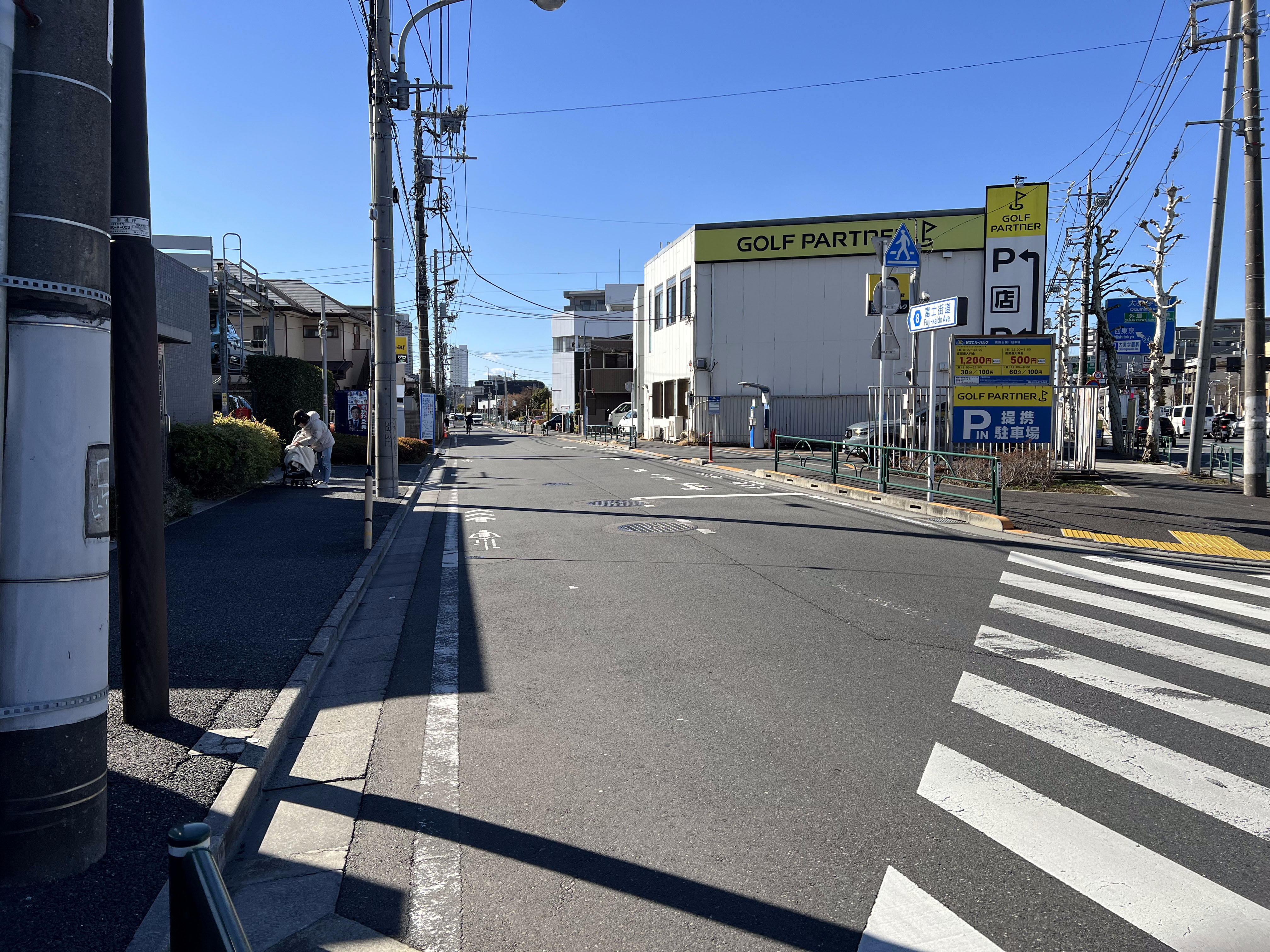
起点（東京都練馬区高野台4丁目）
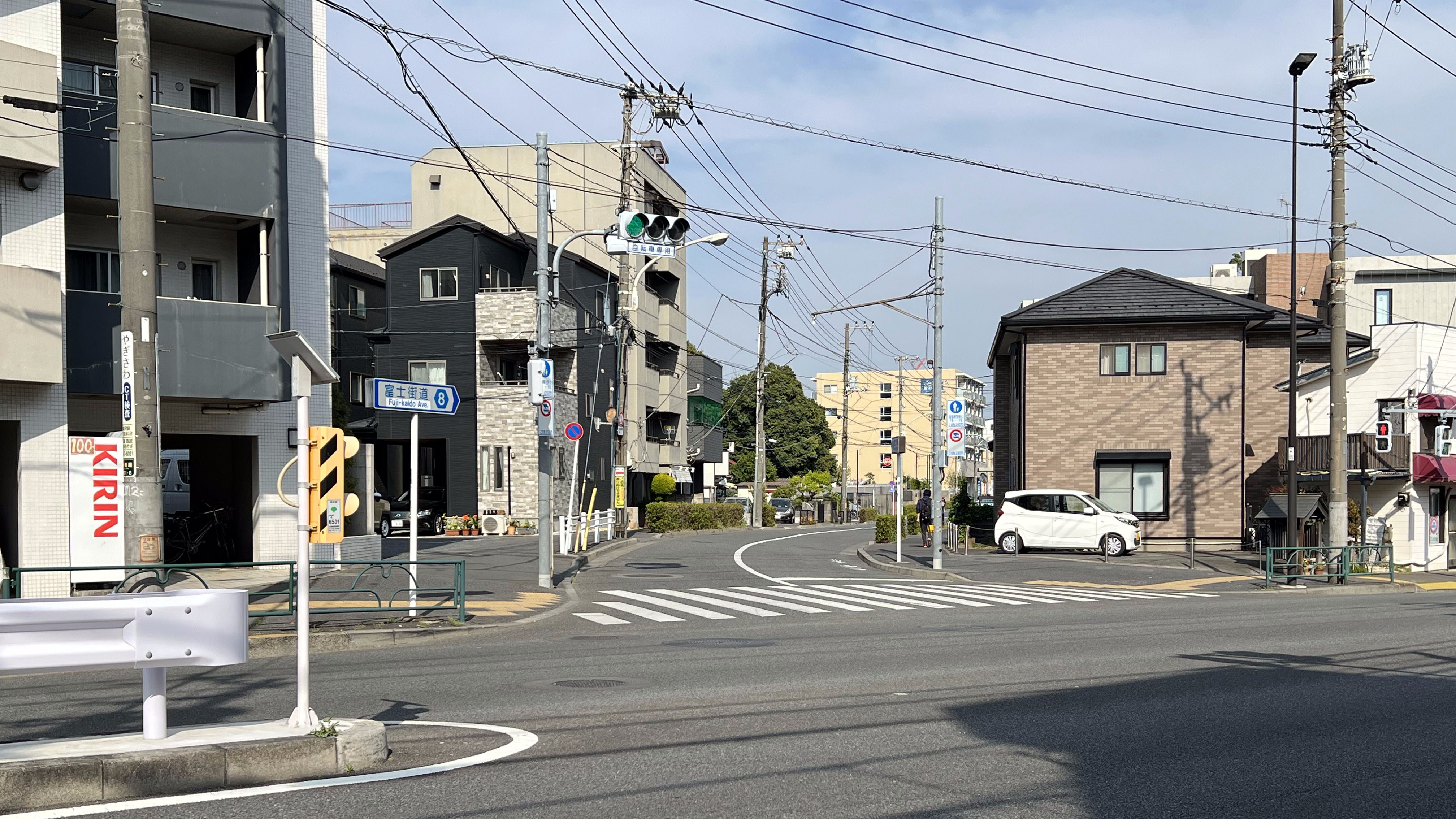
終点（東京都西東京市田無町1丁目）

## 都市計画
石神井公園駅付近のみ練馬区画街路第4号線および第7号線となっている。

## 歴史
かつて下練馬村で川越街道から分かれ（現在の北町若木トンネル上）、府中宿へ向かう往来が「ふじ大山道」、「富士街道」、「行者街道」の名で呼ばれるようになった。由来は相模国大山にある大山阿夫利神社や富士山への参詣者が通ったことによる。ふじ大山道は江戸時代の呼称で、明治期からは富士街道と称された。現在も「下練馬の大山道道標・東高野山道標」（1753年,宝暦3年）が富士街道の起点、旧川越街道との交差部に置かれている。

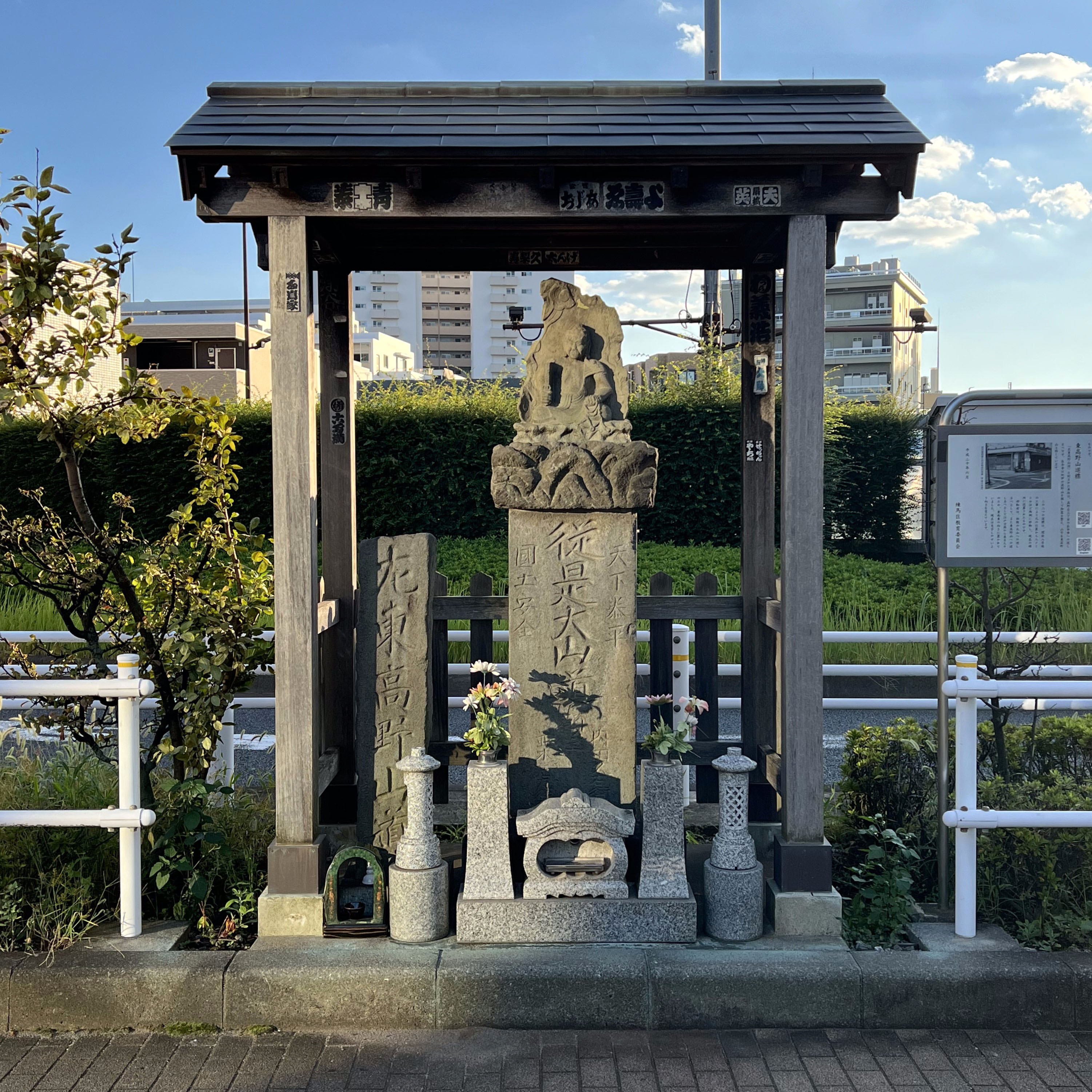
下練馬の大山道道標・東高野山道標